# Christophe Plé
Christophe Plé (* 29. April 1966 in Aime) ist ein ehemaliger französischer Skirennläufer.
Als Mitglied der französischen Nationalmannschaft waren seine Spezialdisziplinen die Abfahrt und der Super-G. Als bestes Weltcupergebnis erreichte er im März 1988 in der Abfahrt von Beaver Creek hinter Franz Heinzer einen zweiten Platz. An den Weltmeisterschaften 1993 in Morioka fuhr er auf den neunten Platz. Sein bestes Olympiaergebnis war der zwölfte Platz in der Kombination in Calgary 1988. 1995 wurde er französischer Meister im Super-G. Plé beendete seine Karriere 1996.